# Banco de Mongolia
El Banco de Mongolia (en mongol: Монгол банк Дэлгэрсайхан) es el banco central de Mongolia.

## Funciones
El estado y las funciones del Banco de Mongolia son definidos en la ley "Sobre el Banco Central" y aprobados por el Gran Jural del Estado de Mongolia.
El Banco Central de Mongolia es responsable de la implementación de la política monetaria estatal de Mongolia. Sus principales tareas son garantizar la estabilidad de la moneda nacional y promover un desarrollo equilibrado y sostenible de la economía nacional manteniendo la estabilidad de los mercados financieros y el sistema bancario.

## Operaciones
El Banco de Mongolia lleva a cabo las siguientes actividades para lograr sus objetivos:
- Desarrollo e implementación de la política monetaria mediante la regulación del suministro de dinero en la economía
- Supervisión de actividades bancarias
- Organización de pagos ínter-bancarios y liquidaciones
- Administración de las reservas de oro y divisas del país

El Banco de Mongolia desarrolla anualmente los principios de política monetaria para el próximo año financiero y los envía al Gran Jural del Estado para su aprobación. Además, el Banco de Mongolia informa anualmente al Gran Jural del Estado sobre los resultados de la implementación de la política monetaria.